# Stazione di Villaverde Alto
La stazione di Villaverde Alto è una stazione ferroviaria a servizio del quartiere di San Andrés nel distretto madrileno di Villaverde. L'impianto sorge all'intersezione tra la ferrovia Madrid-Valencia de Alcántara, la ferrovia Madrid-Parla e, storicamente, la ferrovia Madrid-Ciudad Real.

## Storia
La stazione ferroviaria fu costruita nel 1876 e dal 1879 segnava il punto in cui si dividevano le linee ferroviarie per Torrijos e Ciudad Real.

Negli anni ottanta del XX secolo venne incorporata nella rete di Cercanías di Madrid e fu ristrutturata per evitare che i viaggiatori dovessero attraversare i binari.

## Movimento
L'impianto è servito dai treni che transitano sulle linee C-4 e C-5 della rete di Cercanías di Madrid, esercite da Renfe Operadora.

## Servizi
- Ascensore
- Parcheggio di interscambio

## Interscambi
La stazione di Aluche consente l'interscambio con l'omonima fermata della linea 3 della metropolitana di Madrid.
Nelle vicinanze della stazione effettuano fermata alcune linee automobilistiche urbane ed extraurbane, gestite da EMT Madrid.
- Fermata metropolitana (Villaverde Alto, linea 3)
- Fermata autobus